# Libethra straminea
Libethra straminea är en insektsart som beskrevs av Morgan Hebard 1933. Libethra straminea ingår i släktet Libethra och familjen Diapheromeridae. Inga underarter finns listade i Catalogue of Life.